# Ковыленка
Ковы́ленка (каз. Ковыленка) — село в Астраханском районе Акмолинской области Казахстана. Входит в состав Староколутонского сельского округа. Код КАТО — 113655400.

## География
Село расположено возле озера Гнилое, в северо-западной части района, на расстоянии примерно 46 километров (по прямой) к северо-западу от административного центра района — села Астраханка, в 10 километрах к западу от административного центра сельского округа — села Старый Колутон.
Абсолютная высота — 277 метров над уровнем моря.
Ближайшие населённые пункты: село Косколь — на востоке, село Мариновка — на западе.
Близ села проходит автомобильная дорога республиканского значения — М-36 «Граница РФ (на Екатеринбург) — Алматы, через Костанай, Нур-Султан, Караганда», южнее — Южно-Сибирская железнодорожная магистраль. Ближайшая станция «Юрченко» — расположена в 9 километрах к западу от села.

## Население
В 1989 году население села составляло 552 человека (из них казахи — 42 %, русские — 29 %).
В 1999 году население села составляло 457 человек (225 мужчин и 232 женщины). По данным переписи 2009 года, в селе проживал 291 человек (139 мужчин и 152 женщины).
| Численность населения | Численность населения | Численность населения |
| 1989                  | 1999                  | 2009                  |
| --------------------- | --------------------- | --------------------- |
| 552                   | ↘457                  | ↘291                  |

## Улицы
- ул. Аманжола Шалтаева[5]